# Fides et Ratio
Fides et Ratio (svenska: Tro och förnuft) är en encyklika promulgerad av påven Johannes Paulus II den 15 september 1998. Encyklikan behandlar förhållandet mellan tro och förnuft.
Encyklikan beskriver förhållandet mellan tro och förnuft som komplementära i sökandet efter sanningen om tillvaron och om människan. Förnuftet anses vara nödvändigt, men inte tillräckligt för att förstå verklighetens djup, vilket encyklikan menar är Gud själv. Tron fullkomnar och kompletterar förnuftet, utan att gå emot det.